# وانغ تشنغ
وانغ تشنغ (بالإنجليزية: Wang Zheng)‏ (بالصينية: 王 争 ) (من مواليد 25 ديسمبر 1972 في تشونغتشينغ، الصين). معروفة أيضا باسم جولي وانغ وهي طيارة في النقل الجوي ومدربة طيران معتمد (CFI) في ويست بالم بيتش، فلوريدا وهي أول طيارة صينية تطير بمفردها حول العالم وفقط المرأة التاسعة على الإطلاق مع ثلاثة أمريكيين وأربعة بريطانيين وأسترالي سبق لهم ذلك.
كان والدا وانغ أساتدين مشاركين في أبحاث الفضاء في معهد هاربين للتكنولوجيا، وكانت وانغ محاطة باستمرار بمهندسين وأكاديميين في مجال الفضاء نشأوا في حرم الجامعة. في عام 1989 ، تم اختيار شقيق وانغ، دا، كواحد من اثنين من طلاب مدرسة هاربين الثانوية لدخول القوات الجوية لجيش التحرير الشعبي الصيني ولكن والدا وانغ رفضا تقديم هوية الأسرة وكتيب تسجيل الأسرة ومنعوه على الفور من السماح له بأن يصبح طيارًا. وعلى نحو مماثل، حجبوا تصريح وانغ لتصبح مضيفة طيران لشركة طيران الصين ، كان للوالدين رأي أنه من المناسب أكثر أن تحضر وانغ الجامعة وتدرس علوم الكمبيوتر، وهذا ما فعلته لمدة عامين قبل أن تغادر لمتابعة مهنة الإعلان في بكين.
بعد حصولها على درجة علمية في الصحافة والإعلان من جامعة شيامن، قضت خمسة عشر عامًا في الاتصالات الاستراتيجية مع وكالات الإعلان العالمية، انتقلت وانغ إلى الولايات المتحدة مع زوجها وابنتها في سبتمبر 2010 . حصلت على رخصة قيادة ثم بدأت الطيران في مارس / آذار 2011. كانت رحلتها الأولى في الجو شديدة لدرجة أن مدربي مدرسة الطيران كانوا مندهشين عندما عادت في اليوم التالي للاشتراك في التدريب. حصلت على شهادة الطيران الخاص بها في يوليو 2011 ، وبحلول أواخر عام 2012 أصبحت طيارة تجارية. في عام 2013 ، حصلت على كل من شهادات مدرب الطيران الثلاثة المتاحة (CFI ، CFII و MEI) الصادرة عن إدارة الطيران الفيدرالية (FAA) ، وأصبحت أول مواطن صيني يحصل على شهادة مدرب طيران FAA ويحمل جميع درجات مدرب الطيران الثلاثة . في أبريل 2016 ، أصبحت وانغ أول مواطنة صينية تتم الموافقة عليها من قبل إدارة الطيران الفيدرالية كمدربة رئيسية لمزود التدريب على الطيران في الجزء 141.
في سبتمبر 2016 ، أكملت وانغ الطيران منفردة حول العالم في طائرة ذات محرك بمكبس واحد، لتصبح أول شخص صيني يطير بالطائرة منفردًا حول العالم. غادرت متجهة غربًا من أديسون، تكساس في 17 أغسطس 2016 ، وتوقفت مؤقتًا في كاليفورنيا للحصول على موافقات FAA لتعديلات الطائرة. غادرت من ميرسيد، كاليفورنيا في 2 سبتمبر 2016 ، وتوقفت في هاواي وجزر مارشال وغوام والفلبين والصين وتايلاند والهند والإمارات العربية المتحدة واليونان ومالطا والبرتغال وجزر الأزور ونيوفاوندلاند، تكساس في 19 سبتمبر، بعد ثلاثة وثلاثين يومًا. قامت وانغ بالرحلة في سيروس إس آر22 المعدلة بشكل طبيعي لاحتواء الوقود الإضافي، وغطت أكثر من 38500 كيلومتر (21,000 ميل بحري) في 155 ساعة طيران، على مدى ثمانية عشر يوم وحلقت فوق 24 دولة. كانت طيرانها الأطول من ميرسيد، كاليفورنيا إلى هونولولو ، هاواي ، والتي غطى 2.160 ميل بحري في 13.8 ساعة. استغرق أطول يوم لها من لشبونة، البرتغال إلى جزيرة سانتا ماريا في جزر الأزور ومن ثم من سانتا ماريا إلى سانت جونز، نيوفاوندلاند ، التي تطلب منها البقاء مستيقظة لمدة 29 ساعة.
في 1 نوفمبر 2016 ، في معرض الصين الدولي للطيران والفضاء ، قدم رئيس الصيني السيد تشانغ فنج إلى وانغ مسودة بنكية متماثلة تقدر بحوالي 1.000.000 يوان صيني (حوالي 150.000 دولار) لكونها أول امرأة صينية تجريبية لإكمال رحلة حول العالم.